# 教场街教堂
教場街教堂，全称西宁市教場街基督教堂，位于中国西宁市中心区域，占地4,329平方米，是青海省历史最长规模最大的一个教堂。

## 历史
1878年，基督教新教内地会牧师敦巴、格达到中国西北地区传教，在青海西宁建立福音总堂。

1891年英国牧师胡立礼夫妇来西宁传教，他们将自己租住的房屋改为福音堂，并用1000多两白银将其购买。1904年，建造青海第一个教堂，即现在该地区的最大教堂--西宁教场街教堂。

1915年之后，又有牧师从美国、英国和加拿大等地相继到来，在青海各地传教，建立医院和兴办学校。
1949年，中华人民共和国成立以后，青海开展基督教"三自爱国运动"，外国传教士有的提前离开，有的被驱逐出境。

1954到1958期间，一些中国教牧被捕入狱，教堂关闭。
1978中国开始改革开放，恢复宗教自由，青海的基督教福音事业有了较快发展。
1981年教場街教堂恢复崇拜活动。
1984年、1991年和1994年，教堂先后进行了三次重修和扩建。

2014年教场街教会耗资600万元建立一个新堂，称之为“福音堂”。献堂庆典于2015年7月举行。

## 社会服务
教堂的社会服务工作包括扶贫、救灾和助学等。教友们为这些善举迫切祷告，并付之于实际行动。例如：
在扶贫方面，举办过捐赠活动。
在救灾方面，曾为印度洋地震和海啸灾区奉献57,00元，为汶川地震灾区奉献30,673元，为玉树地震灾区奉献33,568元,并到医院慰问伤者。
在助学方面，先后给西宁市第十三中学，化隆回族自治县的第一回族小学、昆仑中学捐款助学。教堂还自行成功举办过扫盲班。
此外，该堂还曾为西宁市聋哑学校捐助2,000元，为残疾人捐献轮椅。还有教友亲自到福利院做义工。

## 教务活动
教場街教会主日崇拜有三场，共有近3000人参加。上午两场主要是为中国人而开，下午一场是为外国人服务的国际礼拜。
此外还有培灵会、姐妹会和青年聚会等。
教会地址是：西宁市教场街14号，电话0971-8239918 。